# Глонасс-М
«Глонасс-М» (наименование по ОКР: «Ураган-М», Индекс ГРАУ: 11Ф654М, 14Ф113) — серия космических аппаратов российской глобальной навигационной системы ГЛОНАСС 2-го поколения, разработанная и выпускаемая ИСС имени академика М. Ф. Решетнёва. От спутников серии «Глонасс» (1-е поколение) отличаются гарантированным сроком активного существования (7 лет). Эти спутники излучают, в отличие от аппаратов предыдущего поколения, уже по 2 сигнала для гражданских потребителей, что позволяет существенно повысить точность местоопределения.
30 июля 2015 года было объявлено о завершении производства спутников серии «Глонасс-М». Им на замену придут аппараты следующего поколения: «Глонасс-К» и «Глонасс-К2». В ИСС, которое является предприятием - производителем спутников данной серии, отметили:
Последний космический аппарат «Глонасс-М» под номером 61 изготовлен и помещён на ответственное хранение до принятия решения о его запуске. Этот спутник стал девятым в наземном резерве системы ГЛОНАСС
28 ноября 2022 года был запущен последний спутник «Глонасс-М».

## Тактико-технические данные
- масса — 1415 кг,
- гарантированный срок активного существования — 7 лет,
- особенности — 2 сигнала для гражданских потребителей,
- по сравнению со спутниками предшествующего поколения («Глонасс») точность определения местоположения объектов повышена в 2,5 раза[2],
- мощность СЭП — 1400 Вт[3],
- отечественная бортовая ЦВМ на базе микропроцессора с системой команд VAX 11/750 (К1839)[4],
- дополнительный передатчик CDMA сигнала (L3OC) на последних выпущенных аппаратах (начиная с № 755).

## Запуски
Запущенные:
- в 2001 году — 1 спутник (1 декабря — № 711 и 2 спутника «Глонасс»);
- в 2003 году — 1 спутник (10 декабря — № 701 и 2 спутника «Глонасс»);
- в 2004 году — 1 спутник (26 декабря — № 712 и 2 спутника «Глонасс»);
- в 2005 году — 2 спутника (25 декабря — № 713 и № 714 и 1 спутник «Глонасс»);
- в 2006 году — 3 спутника (25 декабря — № 715, 716, 717);
- в 2007 году — 6 спутников (26 октября — № 718, 719, 720 и 25 декабря — № 721, 722, 723);
- в 2008 году — 6 спутников (25 сентября — № 724, 725, 726 и 25 декабря — № 726, 727, 728);
- в 2009 году — 3 спутника (14 декабря — № 730, 733, 734);
- в 2010 году — 6 спутников (2 марта — № 731, 732, 735 и 2 сентября — № 736, 737, 738)[5];
- в 2011 году — 5 спутников (2 октября — № 742, 4 ноября — № 743, 744, 745 и 28 ноября — № 746)[6][7];
- в 2013 году — 1 спутник (26 апреля — № 747);
- в 2014 году — 2 спутника (24 марта — № 754 и 14 июня — № 755);
- в 2016 году — 2 спутника (7 февраля — № 751, 29 мая — № 753);
- в 2017 году — 1 спутник (22 сентября — № 752)[8];
- в 2018 году — 2 спутника (17 июня — № 756 и 3 ноября — № 757)[9][10];
- в 2019 году — 2 спутника (27 мая — № 758, 11 декабря — № 759)[11][12];
- в 2020 году — 1 спутник (16 марта — № 760)[13];
- в 2022 году — 1 спутник (28 ноября — № 761).

| Полный список запусков | Полный список запусков | Полный список запусков | Полный список запусков | Полный список запусков | Полный список запусков |
| №                      | Номер КА «Космос»      | Номер в ГЛОНАСС        | Тип КА                 | Дата запуска           | Комментарий |
| ---------------------- | ---------------------- | ---------------------- | ---------------------- | ---------------------- | --- |
| 1                      | Космос-2382            | 711                    | Глонасс-М № 1          | 01.12.2001             | Во многих источниках проходит как первый «Глонасс-М». Фактически является усовершенствованным КА «Глонасс» (11Ф654М) со сроком службы 5 лет. От серийного «Урагана» отличался некоторыми бортовыми системами и повышенными возможностями по энергетике. |
|                        | Космос-2402            | 794                    | Глонасс № 83           | 10.12.2003             | |
|                        | Космос-2403            | 795                    | Глонасс № 84           | 10.12.2003             | |
| 2                      | Космос-2404            | 701                    | Глонасс-М № 2          | 10.12.2003             | Модифицированная версия КА «Глонасс» — 11Ф654М, переходная к КА «Глонасс-М». На сайте производителя проходит как первый КА «Глонасс-М». Состав орбитальной группировки увеличился до 9 КА. Работы прекращены, выведен из состава группировки с 11.11.2021. |
|                        | Космос-2411            | 796                    | Глонасс № 85           | 26.12.2004             | |
|                        | Космос-2412            | 797                    | Глонасс № 86           | 26.12.2004             | |
| 3                      | Космос-2413            | 712                    | Глонасс-М № 3          | 26.12.2004             | Модифицированная версия КА «Глонасс» — 11Ф654М, переходная к КА «Глонасс-М». Состав орбитальной группировки увеличился до 11 КА. |
|                        | Космос-2417            | 798                    | Глонасс № 87           | 25.12.2005             | Последний КА «Глонасс» (изделие 11Ф654). |
| 4                      | Космос-2418            | 713                    | Глонасс-М № 4          | 25.12.2005             | Первый «настоящий» КА «Глонасс-М» (изделие 14Ф113). |
| 5                      | Космос-2419            | 714                    | Глонасс-М № 5          | 25.12.2005             | Состав орбитальной группировки увеличился до 13 КА. |
| 6                      | Космос-2424            | 715                    | Глонасс-М № 6          | 25.12.2006             | |
| 7                      | Космос-2425            | 716                    | Глонасс-М № 7          | 25.12.2006             | |
| 8                      | Космос-2426            | 717                    | Глонасс-М № 8          | 25.12.2006             | |
| 9                      | Космос-2431            | 718                    | Глонасс-М № 9          | 26.10.2007             | |
| 10                     | Космос-2432            | 719                    | Глонасс-М № 10         | 26.10.2007             | |
| 11                     | Космос-2433            | 720                    | Глонасс-М № 11         | 26.10.2007             | |
| 12                     | Космос-2434            | 721                    | Глонасс-М № 12         | 25.12.2007             | |
| 13                     | Космос-2435            | 722                    | Глонасс-М № 13         | 25.12.2007             | |
| 14                     | Космос-2436            | 723                    | Глонасс-М № 14         | 25.12.2007             | |
| 15                     | Космос-2442            | 724                    | Глонасс-М № 15         | 25.09.2008             | |
| 16                     | Космос-2443            | 725                    | Глонасс-М № 16         | 25.09.2008             | |
| 17                     | Космос-2444            | 726                    | Глонасс-М № 17         | 25.09.2008             | |
| 18                     | Космос-2447            | 727                    | Глонасс-М № 18         | 25.12.2008             | |
| 19                     | Космос-2448            | 728                    | Глонасс-М № 19         | 25.12.2008             | |
| 20                     | Космос-2449            | 729                    | Глонасс-М № 20         | 25.12.2008             | |
| 21                     | Космос-2456            | 730                    | Глонасс-М № 21         | 14.12.2009             | |
| 22                     | Космос-2457            | 733                    | Глонасс-М № 22         | 14.12.2009             | |
| 23                     | Космос-2458            | 734                    | Глонасс-М № 23         | 14.12.2009             | |
| 24                     | Космос-2459            | 731                    | Глонасс-М № 24         | 02.03.2010             | Стартовавшая 2 марта, в 00 часов 19 минут (мск) с космодрома «Байконур» ракета-носитель (РН) «Протон-М» с помощью разгонного блока ДМ-3 в 03 часа 51 минуту (мск) успешно вывела на орбиту блок космических аппаратов «Глонасс-М». Старт и полёт ракеты-носителя, а также отделение космических аппаратов прошли в штатном режиме. |
| 25                     | Космос-2460            | 732                    | Глонасс-М № 25         | 02.03.2010             | Стартовавшая 2 марта, в 00 часов 19 минут (мск) с космодрома «Байконур» ракета-носитель (РН) «Протон-М» с помощью разгонного блока ДМ-3 в 03 часа 51 минуту (мск) успешно вывела на орбиту блок космических аппаратов «Глонасс-М». Старт и полёт ракеты-носителя, а также отделение космических аппаратов прошли в штатном режиме. |
| 26                     | Космос-2461            | 735                    | Глонасс-М № 26         | 02.03.2010             | Стартовавшая 2 марта, в 00 часов 19 минут (мск) с космодрома «Байконур» ракета-носитель (РН) «Протон-М» с помощью разгонного блока ДМ-3 в 03 часа 51 минуту (мск) успешно вывела на орбиту блок космических аппаратов «Глонасс-М». Старт и полёт ракеты-носителя, а также отделение космических аппаратов прошли в штатном режиме. |
| 27                     | Космос-2464            | 736                    | Глонасс-М № 27         | 02.09.2010             | |
| 28                     | Космос-2465            | 737                    | Глонасс-М № 28         | 02.09.2010             | |
| 29                     | Космос-2466            | 738                    | Глонасс-М № 29         | 02.09.2010             | |
| 30                     | Космос-2467            | 739                    | Глонасс-М № 30         | 05.12.2010             | Запуск ракеты-носителя «Протон-М», произведённый 5 декабря, в 15 часов 13 минут (мск) окончился неудачей. После старта «Протон-М» изменил заданной траектории полёта и ещё до отделения разгонного блока ушёл по тангажу на 8 градусов и ракета вышла на незамкнутую орбиту. Ко времени отделения разгонного блока ДМ-03 с 3 спутниками «Глонасс-М», который прошёл в штатном режиме, он уже находился на нештатной траектории полёта, а затем и вовсе вышел из зоны радиовидимости российских средств слежения. Телеметрии с разгонного блока после его отделения от «Протона» специалисты так и не получили. Остатки разгонного блока ДМ с тремя спутниками «Глонасс-М» упали в Тихом океане в районе Гавайских островов. |
| 31                     | Космос-2468            | 740                    | Глонасс-М № 31         | 05.12.2010             | Запуск ракеты-носителя «Протон-М», произведённый 5 декабря, в 15 часов 13 минут (мск) окончился неудачей. После старта «Протон-М» изменил заданной траектории полёта и ещё до отделения разгонного блока ушёл по тангажу на 8 градусов и ракета вышла на незамкнутую орбиту. Ко времени отделения разгонного блока ДМ-03 с 3 спутниками «Глонасс-М», который прошёл в штатном режиме, он уже находился на нештатной траектории полёта, а затем и вовсе вышел из зоны радиовидимости российских средств слежения. Телеметрии с разгонного блока после его отделения от «Протона» специалисты так и не получили. Остатки разгонного блока ДМ с тремя спутниками «Глонасс-М» упали в Тихом океане в районе Гавайских островов. |
| 32                     | Космос-2469            | 741                    | Глонасс-М № 32         | 05.12.2010             | Запуск ракеты-носителя «Протон-М», произведённый 5 декабря, в 15 часов 13 минут (мск) окончился неудачей. После старта «Протон-М» изменил заданной траектории полёта и ещё до отделения разгонного блока ушёл по тангажу на 8 градусов и ракета вышла на незамкнутую орбиту. Ко времени отделения разгонного блока ДМ-03 с 3 спутниками «Глонасс-М», который прошёл в штатном режиме, он уже находился на нештатной траектории полёта, а затем и вовсе вышел из зоны радиовидимости российских средств слежения. Телеметрии с разгонного блока после его отделения от «Протона» специалисты так и не получили. Остатки разгонного блока ДМ с тремя спутниками «Глонасс-М» упали в Тихом океане в районе Гавайских островов. |
| 33                     | Космос-2474            | 742                    | Глонасс-М № 33         | 02.10.2011             | Работы прекращены, выведен из состава группировки с 24.03.2020. |
| 34                     | Космос-2475            | 743                    | Глонасс-М № 34         | 04.11.2011             | |
| 35                     | Космос-2476            | 744                    | Глонасс-М № 35         | 04.11.2011             | |
| 36                     | Космос-2477            | 745                    | Глонасс-М № 36         | 04.11.2011             | |
| 37                     | Космос-2478            | 746                    | Глонасс-М № 37         | 28.11.2011             | |
| 38                     | Космос-2485            | 747                    | Глонасс-М № 38         | 26.04.2013             | |
| 39                     | Космос-2488            | 748                    | Глонасс-М № 39         | 02.07.2013             | |
| 40                     | Космос-2489            | 749                    | Глонасс-М № 40         | 02.07.2013             | |
| 41                     | Космос-2490            | 750                    | Глонасс-М № 41         | 02.07.2013             | |
| 42                     | Космос-2494            | 754                    | Глонасс-М № 42         | 24.03.2014             | |
| 43                     | Космос-2500            | 755                    | Глонасс-М № 43         | 14.06.2014             | Установлен передатчик и антенна для тестового сигнала с кодовым разделением L3OC. |
| 44                     | Космос-2514            | 751                    | Глонасс-М № 44         | 07.02.2016             | |
| 45                     | Космос-2516            | 753                    | Глонасс-М № 45         | 29.05.2016             | Работы прекращены, выведен из состава группировки с 13.10.2022. |
| 46                     | Космос-2522            | 752                    | Глонасс-М № 46         | 22.09.2017             | |
| 47                     | Космос-2527            | 756                    | Глонасс-М № 47         | 17.06.2018             | Установлен передатчик и антенна для тестового сигнала с кодовым разделением L3OC. |
| 48                     | Космос-2529            | 757                    | Глонасс-М № 48         | 03.11.2018             | Установлен передатчик и антенна для тестового сигнала с кодовым разделением L3OC. |
| 49                     | Космос-2534            | 758                    | Глонасс-М № 49         | 27.05.2019             | Установлен передатчик и антенна для тестового сигнала с кодовым разделением L3OC. |
| 50                     | Космос-2544            | 759                    | Глонасс-М № 50         | 11.12.2019             | Установлен передатчик и антенна для тестового сигнала с кодовым разделением L3OC. |
| 51                     | Космос-2545            | 760                    | Глонасс-М № 51         | 16.03.2020             | Установлен передатчик и антенна для тестового сигнала с кодовым разделением L3OC. |
| 52                     | Космос-2564            | 761                    | Глонасс-М № 52         | 28.11.2022             | |

## Аварии и происшествия
- В июле 2010 года в Ульяновской области в аварию попал состав, перевозивший ракету-носитель «Протон-М». Ракета предназначалась для проведения 2 сентября запуска с «Байконура» трёх навигационных спутников «Глонасс-М»[21].
- Запуск ракеты-носителя «Протон-М», произведённый 5 декабря 2010 года, в 15 часов 13 минут (мск) окончился неудачей. После старта «Протон-М» изменил заданную траекторию полёта и ещё до отделения разгонного блока ушёл по тангажу на 8 градусов и ракета вышла на незамкнутую орбиту. Ко времени отделения разгонного блока ДМ-03 с 3 спутниками «Глонас-М», который прошёл в штатном режиме, он уже находился на нештатной траектории полёта, а затем и вовсе вышел из зоны радиовидимости российских средств слежения. Телеметрии с разгонного блока после его отделения от «Протона» специалисты так и не получили[16]. Остатки разгонного блока ДМ с тремя спутниками «Глонасс-М» упали в Тихом океане в районе Гавайских островов[17]. Полный ущерб от потери спутников оценивался в $90 млн, при этом страхованием была покрыта только примерно тридцатая часть ущерба — страховая сумма составила $3,5 млн[22]. Страхованием занималась страховая компания «Страховой центр „Спутник“»[23], спутники были перестрахованы на $3,3 млн в страховой компании «Русский страховой центр»[22],[24].
- 2 июля 2013 года ракета-носитель «Протон-М» с разгонным блоком ДМ-03 и тремя российскими навигационными космическими аппаратами «Глонасс-М» — «Ураган-М» № 48, «Ураган-М» № 49, «Ураган-М» № 50, стартовавшая с «Байконура», упала на первой минуте старта[25][26]. Ни один из потерянных спутников не был застрахован из-за дефицита выделяемых «Роскосмосом» на эту статью средств, а также из-за решения не страховать серийные спутники[27].

- 19 апреля 2018 года пропал навигационный сигнал спутника «Глонасс-М» № 734, запущенный в декабре 2009 года. Как сообщает информационно-аналитический центр ГЛОНАСС, спутник был временно выведен на техобслуживание. Летом 2018 года произойдет плановая замена аппарата спутником под номером 756 из наземного резерва[28]. В мае спутник восстановили, был сбой по одной из систем, но проблему удалось решить. Позже спутник номер 734 планируется вывести в орбитальный резерв[29].